# Horyniec-Zdrój (gmina)
Pour la localité, voir Horyniec-Zdrój.
Horyniec-Zdrój [xɔˈrɨɲet͡s ˈzdrui̯] (en ukrainien: Горинець, Horynets’) est une commune rurale de la Voïvodie des Basses-Carpates et du powiat de Lubaczów. Elle s'étend sur 202,8 km2 et comptait 4 933 habitants en 2010. Elle se situe à environ 18 kilomètres de Lubaczów et à 99 kilomètres de Rzeszów, la capitale régionale.

## Géographie

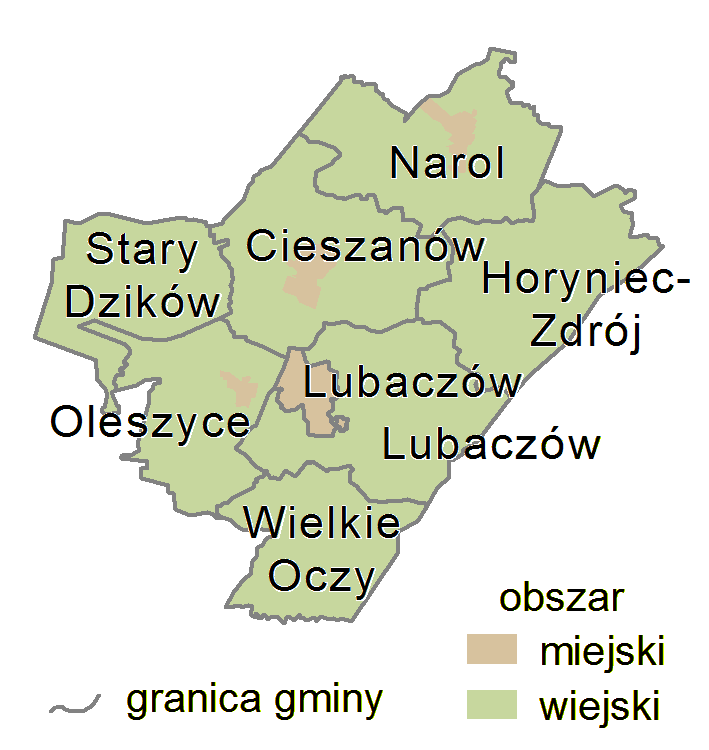
Carte du powiat (partie urbaine en marron et rurale en vert)